# Гадра (Польща)
Гадра (пол. Hadra) — село в Польщі, у гміні Герби Люблінецького повіту Сілезького воєводства.
Населення — 478 осіб (2011).
У 1975-1998 роках село належало до Ченстоховського воєводства.

## Демографія
Демографічна структура станом на 31 березня 2011 року:
|          | Загалом | Допрацездатний вік | Працездатний вік | Постпрацездатний вік |
| -------- | ------- | ------------------ | ---------------- | -------------------- |
| Чоловіки | 236     | 46                 | 161              | 29                   |
| Жінки    | 242     | 58                 | 142              | 42                   |
| Разом    | 478     | 104                | 303              | 71                   |